# أيان (روسيا)
أيان (الروسية: Аян) هي مدينة في مقاطعة خاباروفسك كراي في روسيا.
يبلغ عدد سكانها حوالي 1292 نسمة.

## المناخ
يظهر الجدول التالي التغييرات المناخية على مدار السنة لأيان:
| البيانات المناخية لـأيان          | البيانات المناخية لـأيان | البيانات المناخية لـأيان | البيانات المناخية لـأيان | البيانات المناخية لـأيان | البيانات المناخية لـأيان | البيانات المناخية لـأيان | البيانات المناخية لـأيان | البيانات المناخية لـأيان | البيانات المناخية لـأيان | البيانات المناخية لـأيان | البيانات المناخية لـأيان | البيانات المناخية لـأيان | البيانات المناخية لـأيان |
| الشهر                             | يناير                    | فبراير                   | مارس                     | أبريل                    | مايو                     | يونيو                    | يوليو                    | أغسطس                    | سبتمبر                   | أكتوبر                   | نوفمبر                   | ديسمبر                   | المعدل السنوي            |
| --------------------------------- | ------------------------ | ------------------------ | ------------------------ | ------------------------ | ------------------------ | ------------------------ | ------------------------ | ------------------------ | ------------------------ | ------------------------ | ------------------------ | ------------------------ | ------------------------ |
| الدرجة القصوى °م (°ف)             | 2.7 (36.9)               | 2.8 (37.0)               | 10.6 (51.1)              | 17.5 (63.5)              | 30.3 (86.5)              | 33.7 (92.7)              | 33.2 (91.8)              | 30.7 (87.3)              | 27.2 (81.0)              | 18.6 (65.5)              | 10.0 (50.0)              | 4.6 (40.3)               | 33.7 (92.7)              |
| متوسط درجة الحرارة الكبرى °م (°ف) | −14 (7)                  | −11.7 (10.9)             | −5.8 (21.6)              | 0.5 (32.9)               | 5.4 (41.7)               | 11.5 (52.7)              | 15.5 (59.9)              | 17.3 (63.1)              | 13.5 (56.3)              | 4.5 (40.1)               | −6.8 (19.8)              | −13 (9)                  | 1.4 (34.5)               |
| المتوسط اليومي °م (°ف)            | −17.6 (0.3)              | −15.9 (3.4)              | −10.3 (13.5)             | −3.1 (26.4)              | 2.0 (35.6)               | 7.7 (45.9)               | 12.4 (54.3)              | 13.7 (56.7)              | 9.5 (49.1)               | 0.8 (33.4)               | −10.2 (13.6)             | −16.3 (2.7)              | −2.3 (27.9)              |
| متوسط درجة الحرارة الصغرى °م (°ف) | −21.1 (−6.0)             | −19.7 (−3.5)             | −15 (5)                  | −6.6 (20.1)              | −0.5 (31.1)              | 4.9 (40.8)               | 9.9 (49.8)               | 10.5 (50.9)              | 5.7 (42.3)               | −2.8 (27.0)              | −13.6 (7.5)              | −19.7 (−3.5)             | −5.7 (21.7)              |
| أدنى درجة حرارة °م (°ف)           | −37.9 (−36.2)            | −35.6 (−32.1)            | −31 (−24)                | −23.5 (−10.3)            | −14.7 (5.5)              | −4.2 (24.4)              | 0.4 (32.7)               | 2.4 (36.3)               | −6.7 (19.9)              | −20.2 (−4.4)             | −29.6 (−21.3)            | −34.7 (−30.5)            | −37.9 (−36.2)            |
| الهطول مم (إنش)                   | 25 (1.0)                 | 14 (0.6)                 | 22 (0.9)                 | 45 (1.8)                 | 82 (3.2)                 | 96 (3.8)                 | 150 (5.9)                | 181 (7.1)                | 150 (5.9)                | 88 (3.5)                 | 49 (1.9)                 | 22 (0.9)                 | 924 (36.4)               |
| متوسط الأيام الممطرة              | 0                        | 0.1                      | 0.2                      | 1                        | 11                       | 16                       | 19                       | 16                       | 15                       | 8                        | 1                        | 0.1                      | 87                       |
| متوسط الأيام المثلجة              | 10                       | 7                        | 10                       | 14                       | 12                       | 1                        | 0                        | 0                        | 0                        | 8                        | 10                       | 9                        | 81                       |
| متوسط الرطوبة النسبية (%)         | 57                       | 55                       | 63                       | 76                       | 83                       | 85                       | 88                       | 83                       | 74                       | 61                       | 54                       | 54                       | 69                       |
| ساعات سطوع الشمس الشهرية          | 97                       | 141                      | 209                      | 183                      | 170                      | 187                      | 152                      | 158                      | 157                      | 151                      | 106                      | 70                       | 1٬781                    |
| المصدر #1: Pogoda.ru.net          |                          |                          |                          |                          |                          |                          |                          |                          |                          |                          |                          |                          |                          |
| المصدر #2: NOAA (sun, 1961–1990)  |                          |                          |                          |                          |                          |                          |                          |                          |                          |                          |                          |                          |                          |